# Janowo (powiat elbląski)
Janowo (dawniej: niem. Vierte Trift, Ellerwald IV. Trift) – wieś w Polsce położona w województwie warmińsko-mazurskim, w powiecie elbląskim, w gminie Elbląg na obszarze Żuław Elbląskich.
W latach 1975–1998 miejscowość należała administracyjnie do województwa elbląskiego.